# Kidwelly
Kidwelly (wal. Cydweli) – miasto w południowo-zachodniej Walii, w hrabstwie Carmarthenshire, położone nad rzeką Gwendraeth Fach, w pobliżu jej ujścia do estuarium Gwendraeth (odnoga zatoki Carmarthen). W 2011 roku liczyło 2782 mieszkańców.
Miasto założone zostało około 1115 roku. W tym samym czasie Normanowie wznieśli w tym miejscu drewniany zamek Kidwelly Castle, w XIII wieku zastąpiony przez konstrukcję z kamienia. W 1403 roku zamek bez powodzenia oblegał Owain Glyndŵr. Ruiny budowli zachowały się do dziś.
W 1871 roku miasto liczyło 2231 mieszkańców. Funkcjonował tu wówczas port morski, huty żelaza i cyny, cegielnia, cementownia oraz zakład produkcji wapna.